# Кульнев, Леонид Иванович
Леони́д Ива́нович Ку́льнев (1882—1967) — полковник лейб-гвардии 4-го стрелкового полка, симбирский вице-губернатор.

## Биография
Сын генерал-майора Ивана Яковлевича Кульнева и жены его Серафимы Ильиничны. Правнук героя Отечественной войны 1812 года Я. П. Кульнева.
По окончании Пажеского корпуса в 1903 году, был произведен в подпоручики лейб-гвардии 4-го стрелкового батальона.
Участвовал в русско-японской войне. Окончил Николаевскую академию Генерального штаба, однако продолжил службу в лейб-гвардии 4-м стрелковом полку. На 1 января 1909 года — поручик того же полка.
В Первую мировую войну вступил со своим полком, в 1916 году был произведен в полковники. Во второй половине 1916 года был назначен олонецким вице-губернатором, но в должность не вступал, пробыл в Петрозаводске всего один день. На момент Февральской революции — симбирский вице-губернатор.
В эмиграции во Франции. Жил в Париже, занимался антикварной деятельностью. Состоял членом Гвардейского объединения и Союза пажей, членом правления Объединения бывших воспитанников Первого кадетского корпуса, членом правления, а затем председателем объединения лейб-гвардии 4-го стрелкового полка. Опубликовал мемуары «Волны жизни: отрывок из воспоминаний» (Париж, 1955).
Скончался в 1967 году в госпитале Лаэннек. Похоронен на кладбище Сент-Женевьев-де-Буа.

## Награды
- Орден Святой Анны 2-й ст. (ВП 22.11.1914);
- Орден Святого Станислава 2-й ст. с мечами (ВП 22.11.1914).